# Vladimír Veith
Vladimír Veith (30. srpna 1954 Pardubice, Československo – březen 1997) byl československý hokejový útočník, který v nejvyšší československé hokejové lize kromě základní vojenské služby v Dukle Jihlava byl věrný jedinému oddílu, Tesle Pardubice. Jako dospělý reprezentoval Československo na jednom mistrovství světa, kde získal stříbrnou medaili.

## Hráčská kariéra
Jeho prvoligová hokejová kariéra byla úzce spjata s oddílem, kde hokejově vyrůstal, s pardubickou Teslou. Již jako devatenáctiletý hráč se podílel na největším pardubickém úspěchu, historicky prvním titulu mistrů ligy. V následujících třech letech pardubický tým stál vždy na konci sezóny na stupních vítězů, dvakrát na druhém a jednou na třetím místě.
Na svém prvním a současně posledním MS 1974 se střídal s Jiřím Kochtou v útoku po boku legendárního Václava Nedomanského a Jiřího Holíka. Přestože mu v té době bylo pouhých 20 let, další nominace na světový šampionát se nedočkal. Veith byl velký talent československého hokeje, jeho naděje se bohužel nenaplnily.
Po splnění věkového limitu působil i v zahraničí, v německé a jugoslávské lize.
V reprezentaci odehrál 30 zápasů, ve kterých vstřelil 10 gólů.
3. září 2003 při otevření Síně slávy pardubického hokeje byl mezi mnohé pardubické legendy zařazen i Vladimír Veith.